# La Figuera (Algerri)
La Figuera és una llogarret, actualment despoblat, del terme municipal d'Algerri (Noguera). Està situat al sector nord del terme, prop dels d'Os de Balaguer i Castelló de Farfanya.
El nucli amb l'aspecte de vila closa, té un portal rodó que dona accés a un carrer estret que puja fins al roc sobre el qual hi ha les restes del castell de la Figuera, al qual s'accedeix per unes escales excavades a la pedra. Prop seu hi ha l'església romànica de Sant Josep o Sant Urbà, dedicada abans a sant Antoni Abat, que des del 1852 depenia de la parròquia d'Os de Balaguer. La sagristia és obra del segle xviii i fou bastida aprofitant carreus antics del castell.
Fou municipi independent fins a meitat del segle xix quan s'incororà a Algerri.